# Ольберг, Ода
Ода Ольберг (нем. Oda Olberg, в замужестве Лерда (нем. Lerda); также Ода Ольберг-Лерда (нем. Oda Olberg-Lerda); 2 октября 1872, Бремерхафен, Германия, — 11 апреля 1955, Буэнос-Айрес, Аргентина) — социал-демократическая журналистка, выступавшая за эмансипацию женщин и социалистическую евгенику.

## Биография
Родилась в семье высокопоставленного морского офицера. Мечтала заняться медициной, но по совету матери сначала освоила профессию медсестры. Во время жительства в Лейпциге посещала гимназию, а также слушала лекции по медицине и философии.
С ранних лет активно участвовала в немецком социал-демократическом движении и уже в 17 лет опубликовала свою первую статью. В 1896 году вступила в СДПГ. Тогда же отправилась на лечение в Италию, где познакомилась с депутатом-социалистом и журналистом Джованни Лердой и в том же году вышла за него замуж, впоследствии родив четырёх детей. После переезда в Италию работала независимой журналисткой, а также входила в редакцию социалистической газеты Avanti!, где познакомилась с Бенито Муссолини.
В 1897 году в 18-м томе Zukunft была опубликована статья Ольберг Das Recht auf den Tod («Право на смерть»), посвященная абортам. В 1902 году Ольберг выпустила работу Das Weib und der Intellectualismus («Женщина и интеллектуализм»), ставшую ответом на тезисы Пауля Юлиуса Мёбиуса о физиологическом слабоумии женщин.
Перед Первой мировой войной была корреспондентом Arbeiter-Zeitung, а также публиковалась в таких изданиях, как Dokumente der Frauen, Die Frau и Die Unzufriedene. Во время войны работала санитаркой, а затем снова журналисткой в Италии. После захвата власти фашистами подверглась репрессиям, а её квартира в Риме была несколько раз разграблена. Ольберг бежала в Вену, а оттуда в Южную Америку.
В изданной в 1926 году книге Die Entartung in ihrer Kulturbedingtheit («Вырождение в условиях культуры»), основанной на работах Ломброзо, она пыталась объяснить феномен преступности посредством биологической неполноценности, а также рассматривала положение пролетариата и люмпен-пролетариата. Ольберг верила, что культура наряду со снижением естественного отбора приведут к ухудшению наследственности.
В 1929 году вернулась в Вену.
Несмотря на то, что Ольберг ратовала за проведение политики расовой чистоты, она была противницей национал-социализма:
Столь необходимый призыв к осведомленности масс о расовой чистоте отчасти неуместен сегодня, так как национал-социализм перекроил это требование на свой реакционный лад.
В 1933 году после прихода нацистов к власти ими были сожжены книги Ольберг Briefe aus Sowjetrußland, Der Fascismus in Italien и Die Entartung in ihrer Kulturbedingtheit.
В 1934 году переехала в Буэнос-Айрес и продолжила работать журналистом. После Второй мировой войны тяжелая болезнь воспрепятствовала её возвращению, но Ольберг продолжала публиковаться в газетах. Умерла в Буэнос-Айресе в 1955 году.

## Публикации
- Das Elend in der Hausindustrie der Konfektion. Leipzig, 1896.
- Das Weib und der Intellectualismus. Berlin/Bern, 1902.
- Bibliographie der Sozialwissenschaften. Bibliographie des sciences sociales, Bibliography of social science. Bearb. in Verb. mit: Henry Barrault, Wilhelm Boehmert, David Kinley (etc.). Dresden, 1905.
- Ciccotti, Ettore. Der Untergang der Sklaverei im Altertum. [Deutsch von Oda Olburg]. Berlin, 1910.
- Der Fascismus in Italien. Jena, 1923.
- Der lebendige Marxismus: Festgabe zum 70. Geburtstage von Karl Kautsky. Mit Beitr. von Max Adler, Otto Bauer, [Oda Olberg]. Hrsg. von Otto Jenssen. Jena, 1924.
- Die Entartung in ihrer Kulturbedingtheit. München, 1926.
- Nationalsozialismus. Wien/Leipzig, 1932.
- Der Mensch sein eigener Feind. Nürnberg: Nest-Verlag, 1948.